# بارا (نوع)
بارا (بالإنجليزية: Bara) هي جانرا أو تصنيف إلى حد ما، وهي نوع من الكوميدي الياباني مثل مانجا يركز هذا التصنيف على الحب من نفس الجنس بين الذكور.
تم إنشاؤه بالمقام الأول من قبل رجال مثليّين وأيضا إلى حد ما إلى جمهور ذكور مثليّين ولكن مع هذا يوجد فتيات معجبون بتصنيف بارا، مثلما يوجد فتيات يحبون أن يصدقو
الدببة المثليّين Bear Gays بكل تاكيد سيكون هناك فتيات معجبون لبارا.
المميز في بارا بأن الشخصيات الرجالية تتميز بصفات ذكورية بدرجات متفاوتة من العضلات والدهون وشعر الجسم وأيضا تتميز بثقافة الدببة المثليّين Bear Gays و كمال الأجسام.
عادةً ماتكون البارا أباحية ولكن بارا أيضا يصور مادة رومانسية كـ مثال مانجا My Brother's Husband هي مانجا جميل كـ بارا وهي تحكي عن عائلة مثليّين.
أستخدم البارا كمصطلح شامل لوصف الفن الهزلي الياباني المثليّ هو ظاهرة غير يابانية إلى حد كبير، لا يتم أستخدم هذا المصطلح داخل اليابان، ولا يتم قبول أستخدامه عالميًا من قبل مؤلفو المانجا المثليّين.
عادة ما يتم خلط بارا مع ياوي المعروف أيضا بحب الفتيان Boys Love ويتم الأختصار إلى BL، ولكن الياوي تم إنشاؤه تاريخيًا من قبل النساء وإلى جمهور النساء ولكن بالفترة الحالي ياوي يجذب الفتيات والفتيان على حد سواء ولكن ليس بالضرور أن يكون الفتى الذي يحب ياوي يكون مثليّ الجنس يوجد فتيان ستريت أو ميوله للنساء فقط ولكنهم رغم ذلك معجبون بتصنيف ياوي فلا علاقة بالامر بميولك إذا كنت معجب بتصنيف الياوي.